# Innviertel
Innviertel (oficial: Innkreis) este una din cele patru regiuni istorice din landul Austria Superioară. Este o regiune fertilă, cu o densitate mare a populației. Innviertel este o regiune deluroasă prealpină amplastă în vestul landului între râurile Salzach, Inn, Dunăre și lanțul Hausruck. Regiunea are suprafața de 2250 km2 și cuprinde districtele:
- Braunau am Inn
- Ried im Innkreis
- Schärding